# Kordylina krzewiasta
Kordylina krzewiasta, maczużnia graniczna (Cordyline fruticosa) – gatunek z rodziny szparagowatych. Według niektórych źródeł pochodzi z Nowej Gwinei, podczas gdy inne wskazują wyspy na Pacyfiku tylko jako prawdopodobną ojczyznę tego gatunku, którego pochodzenie trudno ustalić jednoznacznie z powodu szerokiego rozprzestrzenienia przez człowieka. Roślina jest uprawiana w całej strefie międzyzwrotnikowej, zwłaszcza na tropikalnych obszarach Azji i Polinezji, w różnych miejscach ucieka z upraw i dziczeje. Strefy mrozoodporności: 10-11. W uprawie znajduje się wiele odmian.

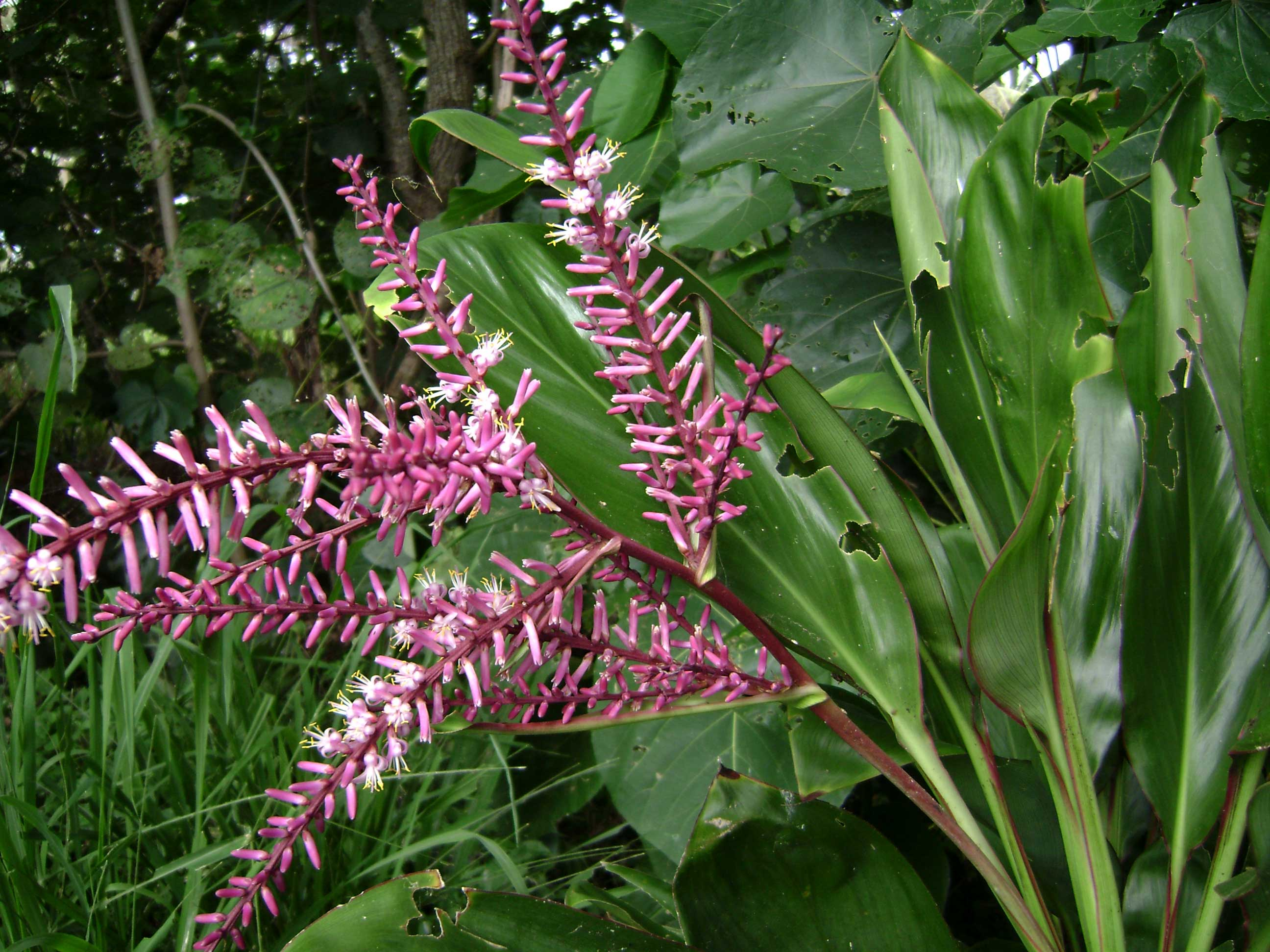
Kwiatostany

## Morfologia
PokrójRoślina krzewiasta, słabo rozgałęziona lub o łodydze pojedynczej, osiągającej 3 m wysokości i 3 cm średnicy (według niektórych źródeł do 7 m wysokości), odgałęzienia ukośne.
LiścieNaprzemianległe i ogonkowe (ogonek długości 10–30 cm), skupione na końcach pędów, o długości od 20 do 60 cm i szerokości do 12 cm. Użyłkowanie pierzaste, z nerwami bocznymi odchodzącymi pod kątem ostrym. Wiązka centralna wyraźna. Blaszka liściowa jest podłużnie pasiasta, zielona do różnobarwnej, zwłaszcza u odmian uprawnych kolorowa – różowa, czerwona i purpurowa. Nasada liścia obejmuje łodygę i inne nasady liści. Koniec blaszki zaostrzony.
KwiatyZebrane w wielokwiatowe kłosy o długości do 20 cm, a te z kolei w wiechę długości do 60 cm. Kwiaty drobne (do 15 mm), od białych po czerwono-fioletowe, o delikatnym zapachu. Wyrastają na krótkich szypułkach (do 4 mm długości), wspartych 3 błoniastymi przysadkami. Listki okwiatu zrośnięte u dołu w rurkę, górne ich końce są zaokrąglone, wzniesione lub odwinięte. Pręciki zwykle nie wystają poza rurkę.
OwocOkrągła ciemnoczerwona jagoda o średnicy 8 mm, zwykle z 1 nasieniem.

## Zastosowanie
- W Polinezji i Azji Południowo-Wschodniej tradycyjnie sadzona wokół domostw w celu odpędzenia złych duchów[5].
- Na wyspach Polinezji korzenie, zawierające 20 % cukru, były głównym produktem żywnościowym. Wytwarza się z nich również napoje alkoholowe[5].
- Ponieważ liście nie kurczą się po wyschnięciu, używane są do wyplatania mat, tradycyjnych "spódniczek z trawy" itp.[5]
- Na wyspach Polinezji liście wykorzystuje się do wytwarzania girland lei[5].